# Веберс, Александрс
Александрс Веберс, Александр Вебер (латыш. Aleksandrs Vēbers, нем. Alexander Waeber; 6 ноября 1848, Кякишке, ныне Руцавская волость, Латвия — 3 апреля 1910, Эльтвилле-ам-Райн) — латвийский журналист и публицист немецкого происхождения.
Несмотря на то, что родители Вебера были балтийские немцы, он с раннего детства увлёкся латышским языком и народной культурой. Окончив гимназию в Митаве (1869), поступил в 1870 г. в Дерптский университет, где стал одним из соучредителей латышского землячества, однако в том же году перевёлся в Санкт-Петербургский университет, где изучал историю, а затем право. Окончив юридический факультет в 1876 году, обосновался в Риге, работал адвокатом.
С 1871 г. публиковался в газете «Балтийский Вестник», в 1892—1896 гг. руководил ею как редактор. Одновременно в 1878 г. основал газету «Голос» и до 1904 г. возглавлял её. В 1879—1904 гг. председатель Научной комиссии Рижского латышского общества, в составе которой работал, в частности, над проблемами орфографического регулирования латышского языка. В 1882—1884 гг. председатель Елгавского латышского общества.
На фоне развернувшихся в Латвии в 1905 году революционных событий эмигрировал в Германию и в последние годы жизни писал по-немецки. Опубликовал книгу «Пруссия и Польша: 2000-летняя история пограничных споров и германо-славянских взаимоотношений» (нем. Preußen und Polen, der Verlauf eines 2000jährigen Völkergrenzstreites und deutsch-slavische Wechselbeziehungen; 1907), написанную с немецких националистических позиций.